# Синарна (річка)
Синарна, також Саторічка — річка в Україні, у межах Оратівського та Іллінецького району Вінницької області. Ліва притока Собу (басейн Південного Бугу). 
Тече через села Синарна, Бабин та Даньківка. Впадає у Соб за 64 км від гирла. 
Довжина — 13 км, площа басейну — 50,7 км². 
Притоки: Довгий (струмок) - ліва.

## Галерея

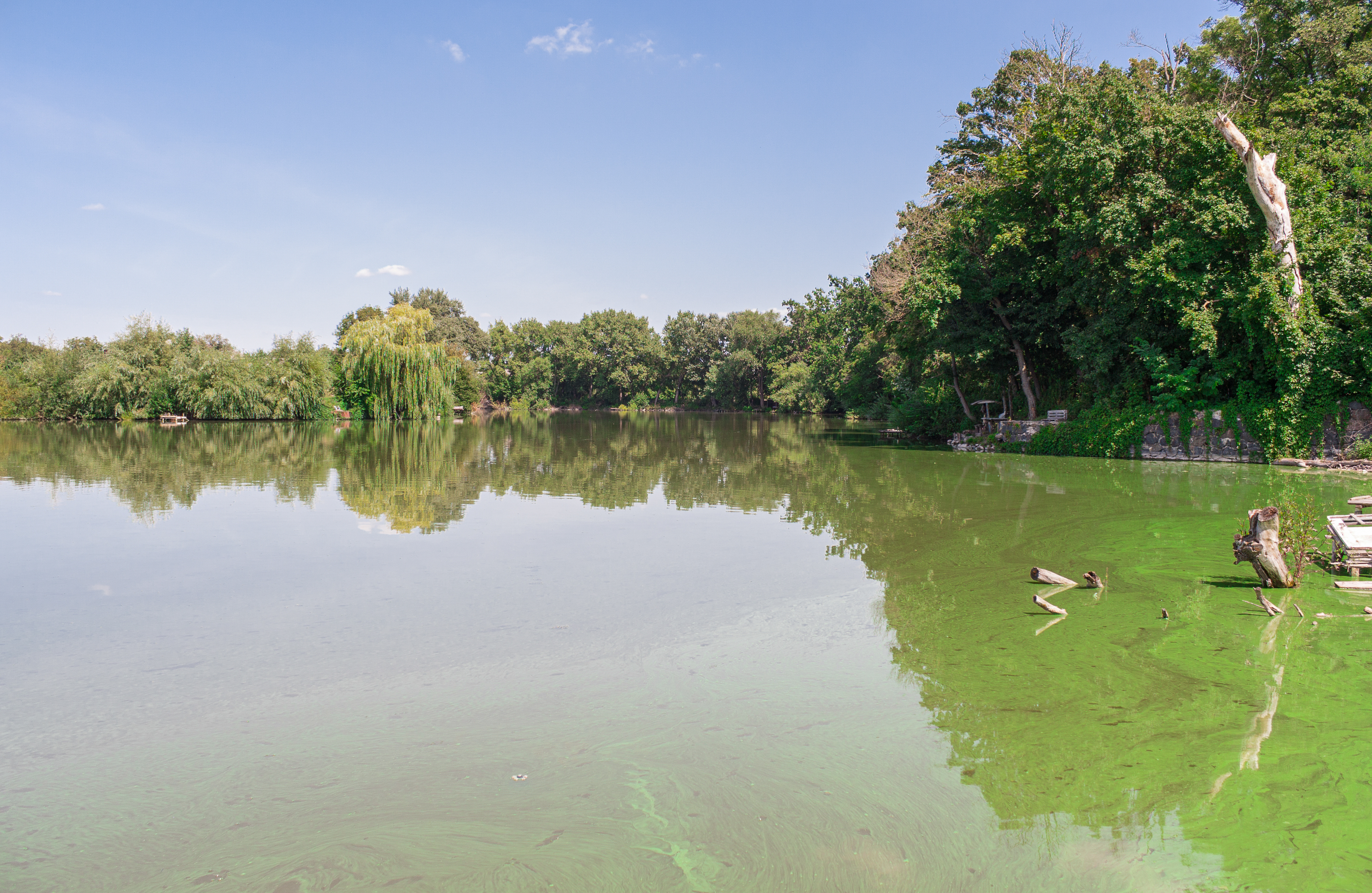
Ставок на річці в селі Бабин